# Socket 8
Socket 8 — рознім для мікропроцесорів, використовувався виключно процесорами Intel Pentium Pro та Pentium II Overdrive.  Був представлений в листопаді 1995  Має 387 контактів, що розташовані в шаховому порядку навколо прямокутного отвору. Компанія Intel припинила використання даного розніму на користь Slot 1, разом із виходом процесора Pentium II.

## Історія
По мірі збільшення внутрішніх частот процесорів і обсягу кешу 2-го рівня, виникла проблема інтеграції даного кешу в процесор. Дану проблему було досить швидко вирішено. Незабаром після появи процесора Pentium 75, з'явився процесор нового покоління, Pentium Pro. Цей процесор містив у собі одразу два кристали — процесора і кешу, з'єднані між собою спеціальною шиною.
Через таку конструкцію, процесор вийшов прямокутної форми. Аналогічну форму мав і рознім Socket 8 для нього. У наслідок ряду недоробок і високої вартості, Pentium Pro широкого розповсюдження не отримав навіть у високопродуктивних комп'ютерах. Нові технології, такі, як MMX, у Pentium Pro впроваджені не були. На зміну Pentium Pro і Socket 8 прийшли Pentium II та Slot 1.

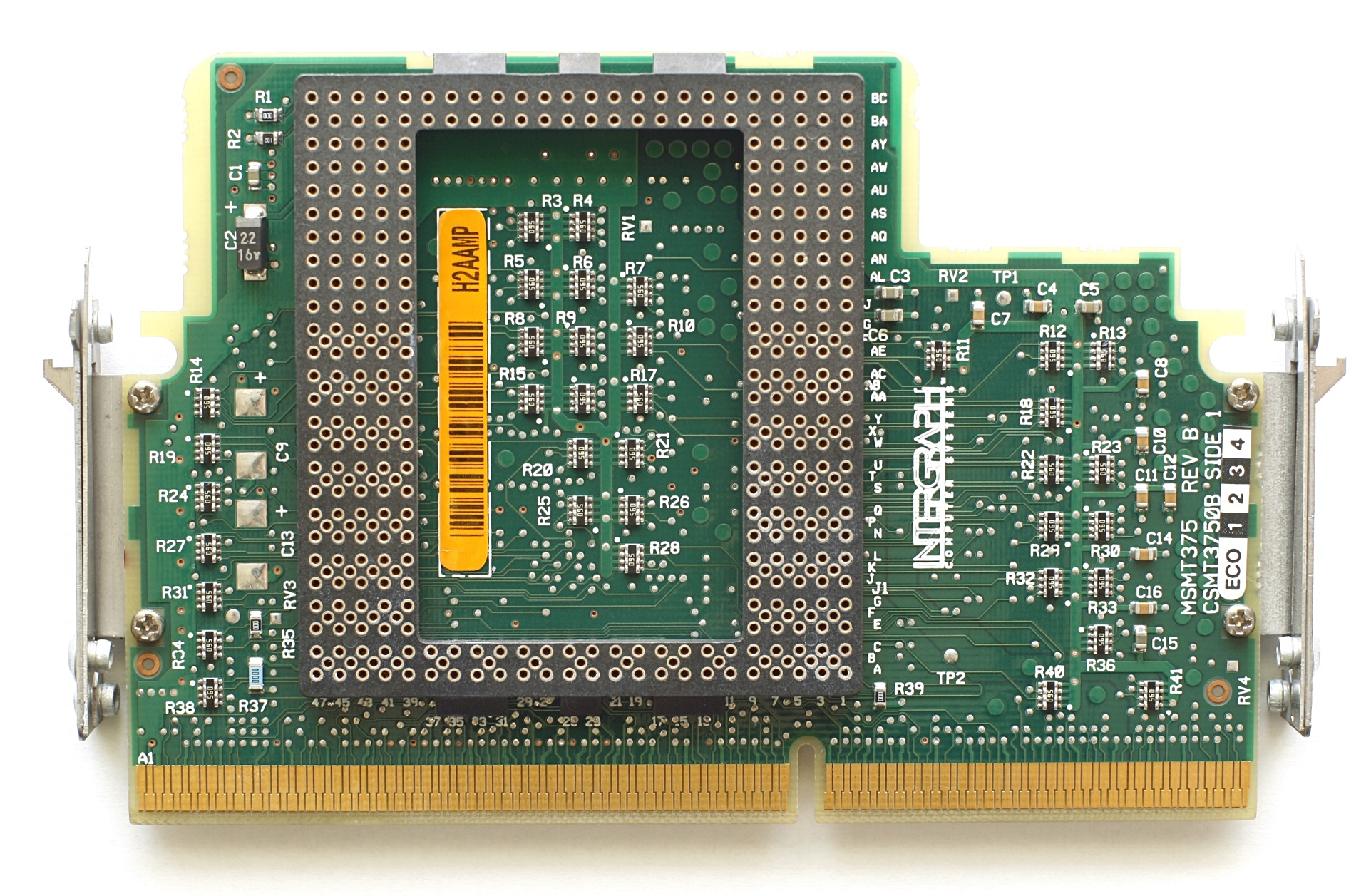
KL Socket8 Slot1 Adapter

Перші чіпсети для процесорів Intel Pentium Pro з'явилися в листопаді 1995. Вже тоді розуміли, що майбутнє за паралельним виконанням різноманітних завдань. Для робочих станцій був представлений набір мікросхем Intel 450KX з кодовим ім'ям Mars, для серверів - Intel 450GX Orion. 
"Марс" дозволяв створювати двопроцесорні конфігурації, а старший "Оріон" офіційно підтримував до чотирьох фізичних процесорів. Хоча на прикладі супер-сервера ALR Revolution 6x6, в основі якого лежить саме Intel 450GX, видно, що кількість процесорів могла бути більшою і могла запросто перевищувати офіційну цифру вдвічі.
Зараз термін «Чіпсет» найчастіше асоціюється з однією-єдиною мікросхемою, розташованою на материнській платі, але стосовно перших чіпсетів для процесорів Intel Pentium Pro ми маємо справу з фізичними сімома мікросхемами, з яких і складався «chipset» (або «набір мікросхем»).
Дані набори логіки підтримували повільну оперативну пам'ять стандарту FPM DRAM, але старший чіпсет міг оперувати обсягом такої пам'яті рівним 4 Гбайт, а молодший «задовольнявся» підтримкою 1 Гбайт. За мірками другої половини 1990-х років минулого століття, це були космічні обсяги.
У травні 1996 року з'явився прогресивніший чіпсет – Intel 440FX «Natoma», який почав швидко витісняти застарілі набори системної логіки. Сам Intel 440FX вже складався з пари мікросхем, була заявлена підтримка SMP, швидкісних типів пам'яті EDO/BEDO DRAM поряд із застарілою FPM DRAM, нова версія (2.1) стандарту шини PCI, а також підтримка процесорів Intel Pentium-II.
Більшість материнських плат, заснованих на чіпсеті Intel 440FX Natoma, пропонували фізичне виконання у вигляді Socket для процесора, але були і винятки з роз'ємом Slot 1, куди встановлювалися перші Pentium-II та Pentium Pro через спеціальні слоткет-адаптери. Хорошим прикладом може послужити материнська плата ASUS KN97-X з адаптером ASUS C-P6S1, що додається до неї Socket 8-Slot1.
Кожен виробник таких слотових материнських плат виробляв свої слоткет-адаптери, але через невеликі тиражі знайти їх проблематично. Процесори у виконанні Socket 8 добре почуваються в таких адаптерах, і більш сучасна інфраструктура таких материнських плат явно сприяє збільшенню продуктивності.
Втім, Intel після випуску чіпсету Intel 440FX вирішила припинити подальшу підтримку процесорів у конструктиві Socket 8, хоч реально могла продовжити їм життєвий цикл.
У 2016 році мені вдалося спочатку подружити Pentium Pro і наступний набір логіки Intel для процесорів Pentium-II - Intel 440LX Balboa, який був представлений в серпні 1997 року.
Чіпсет 440LX "Balboa" докорінно відрізнявся від усіх попередніх наборів мікросхем Intel. З'явилася підтримка швидкісної пам'яті SDRAM, інтегрований IDE-контролер з підтримкою Ultra DMA-33 і, що найголовніше, підтримка високошвидкісного графічного інтерфейсу – AGP, який працював у режимі 2х.
Але змусити працювати Pentium Pro на тій же слотовій ASUS KN97-X непросто, потрібна спеціальна версія BIOS для Pentium Pro, оскільки материнські плати були розраховані в основному на процесори Intel Pentium-II.
І щоразу змінюючи покоління процесорів користувачеві доводилося встановлювати нову мікросхему BIOS, інакше далі за екран POST на прошивці BIOS, призначеної для Pentium-II, нічого не побачити.
Далі була освоєна сумісність і з народним чіпсетом Intel 440BX Seattle, що з'явився в квітні 1998 року, який на довгий час прописався в комп'ютерах мільйонів користувачів. Головною фішкою цього чіпсету стала підтримка 100 МГц системної шини та можливість комфортного розгону слотових процесорів. Стандарт протоколу обміну даними Ultra DMA-33 зберігся, але швидкість дискової системи збільшилася щонайменше вдвічі (у порівнянні з режимом PIO на перших чіпсетах для Pentium Pro).
Виробники материнських плат пішли далі: для низки просунутих моделей з'явилася можливість встановлювати частоту FSB аж до 155 МГц і у виняткових випадках навіть до 200 МГц (ABIT BE6-II).
Частота FSB у всіх Pentium Pro та Intel Pentium II Overdrive 333 МГц дорівнює 66 МГц. Кеш-пам'ять другого рівня працює на частоті ядра на відміну від Pentium-II, де зовнішній L2 кеш працює тільки на половині швидкості ядра CPU. А обсяги L2 кешу у моделей Pentium Pro ой які «смачні» =) Сама думка, що продуктивність ретро-системи мрії з процесором, розміром з компактний HDD, може бути ще вищою, змушує мене застосувати всі можливі зусилля щодо її реалізації.
Вільний множник процесорів Intel Pentium Pro дозволяє використовувати не тільки стандартну конфігурацію (системна шина х множник CPU) 66 МГц х3, але і 100 МГц х2, таким чином збільшуючи швидкість обміну даними всіх компонентів ПК, а якщо до контролера Ultra DMA-33 додати швидкісний SSD, то відгуків.
А встановлення AGP відеокарти та сучасних дискретних контролерів за допомогою PCI плат розширення роблять таку систему недосяжною у плані продуктивності по відношенню до «референсу» із середини 1990-х. Мабуть, саме це почуття зробити ще кращим, зручнішим і швидше рухає ентузіастами.
Здавалося б, куди швидше, ніж Intel 440BX? Та ні, є альтернатива у вигляді VIA Technologies та її чіпсету для материнських плат Slot 1 під процесори Intel – VIA Apollo Pro133A. Цей чіпсет з'явився на комп'ютерному ринку набагато пізніше Intel 440BX, тому він одразу ж дав новим користувачем переваги в порівнянні з материнськими платами, що базуються на чіпсеті Intel 440BX.
Вдвічі прискорилася робота дискової підсистеми завдяки рідній підтримці протоколу Ultra DMA-66, удвічі зросла швидкість обміну з графічним прискорювачем за рахунок можливості роботи AGP інтерфейсу в режимі 4х. Варто зазначити, що материнські плати на чіпсеті VIA підтримують правильний дільник частоти AGP шини при використанні системної шини 133 МГц і вище.
У численних порівняннях і оглядах тих років ці два чіпсети, незважаючи на різницю появи на ринку більш ніж один рік, показували практично ідентичну продуктивність, але в деяких тестах залишали один одного позаду на величину до 5%. Але за чіпсетом VIA була технологічна перевага.
Крім всього вищесказаного, чіпсет VIA Apollo Pro133A підтримував до 1.5 Гбайт оперативної пам'яті (проти одного гігабайта у Intel 440BX) і ця пам'ять функціонувала асинхронно по відношенню до системної шини. До того ж частота оперативної пам'яті була на 33 МГц вищою, ніж частота FSB. У наступних чіпсетах VIA для платформи Socket 462 і процесорів AMD Athlon це рішення з асинхронною роботою шин продовжувало застосовуватися.
Крім зазначених основних відмінностей, була ще й підтримка апаратного моніторингу, і подвоєна кількість портів USB, що підтримуються, а також наявність AC'97 кодека.
Що вийде, якщо всі ці технології помістити у материнську плату ASUS? Відповідь – ASUS P3V4X.